# Willy Thamm
Willy Thamm (* 25. Februar 1912 in Dresden; † 1996) war ein deutscher Kunstbuchbinder, Restaurator und Konservator.

## Leben und Werk
Thamm absolvierte von 1926 bis 1930 in Dresden eine Lehre als Buchbinder und arbeitete danach in diesem Beruf. Er nahm als Soldat der Wehrmacht am Zweiten Weltkrieg teil. Nach der Entlassung aus US-amerikanischer und sowjetischer Kriegsgefangenschaft studierte er ab 1947 in der Abteilung Künstlerischer Bucheinband der Staatlichen Hochschule für Werkkunst Dresden und an der Hochschule für Grafik und Buchkunst Leipzig. Danach arbeitete er in Dresden freischaffend als Restaurator und Konservator, vor allem in vorbildlicher konservierender und historisch getreuer Weise für alte Bucheinbände. Er erwarb sich einen Ruf für seine Restaurierung wassergeschädigter Dresdner Renaissance-Bände und Pergamente. Dabei beriet er sich regelmäßig mit Ilse Schunke. Ab 1952 restaurierte er einige fast völlig zerstörte Bände von Jakob Krause in der Sächsischen Landesbibliothek. 1958 trat er in den Dienst der Bibliothek und wurde Chefrestaurator. Unter seiner Leitung wurde dort 1960 zur Behebung der immensen Kriegsschäden eine Restaurierungswerkstatt eingerichtet.
1960 wurde Thamm mit der Erich-Weinert-Medaille geehrt. Thamm war Mitglied des Verbandes Bildender Künstler der DDR. 1969 erhielt er mit Ilse Schunke über den Verband die Möglichkeit zur Teilnahme an einem Kurs für Restauratoren in Ascona.
1971 war er maßgeblich an der Vorbereitung der Ausstellung Deutsche Kunst der Dürerzeit im Dresdner Albertinum beteiligt. 

## Wissenschaftliche Publikationen Thamms (unvollständig)
- Aufbau und Methodik der Buchrestaurierung an der Sächsischen Landesbibliothek zu Dresden. In: Zeitschrift des Zentrums für Bucherhaltung Leipzig (ZfB), 1961, S. 437–451 (mit Helmut Deckert)
- Wie restaurieren wir heute! Das Anfasern. In: Buchbinderei und Papierverarbeitung, 1966, Heft 11/12
- Das Restaurieren von Papier, Leder, Pergament und Papyrus. In: Ambros Kocher: Mittelalterliche Handschriften aus dem Staatsarchiv Solothurn; Staatsarchiv Solothurn, 1974

## Teilnahme an Ausstellungen (unvollständig)
- 1972 und 1985: Dresden, Bezirkskunstausstellungen
- 1982/1983: Dresden, IX. Kunstausstellung der DDR